# 観音寺 (鈴鹿市寺家)
観音寺（かんのんじ）は、三重県鈴鹿市にある、高野山真言宗の仏教寺院。山号は　白子山（しろこざん）。本尊は白衣観世音菩薩。

## 歴史
聖武天皇の勅により、藤原不比等が建立、天平勝宝3年（751年）に道證上人が開山した寺院である。寺伝によると、本尊の白衣観世音菩薩が、当寺の東側にある鼓ヶ浦の海中より、鼓に乗って現れたといわれ、安産、子孫長久を守り、子安観音として人々の信仰を集めている。
称徳、正親町、後花園各天皇の絵画や、徳川御三家の安産祈願文等を所蔵している。

## 境内

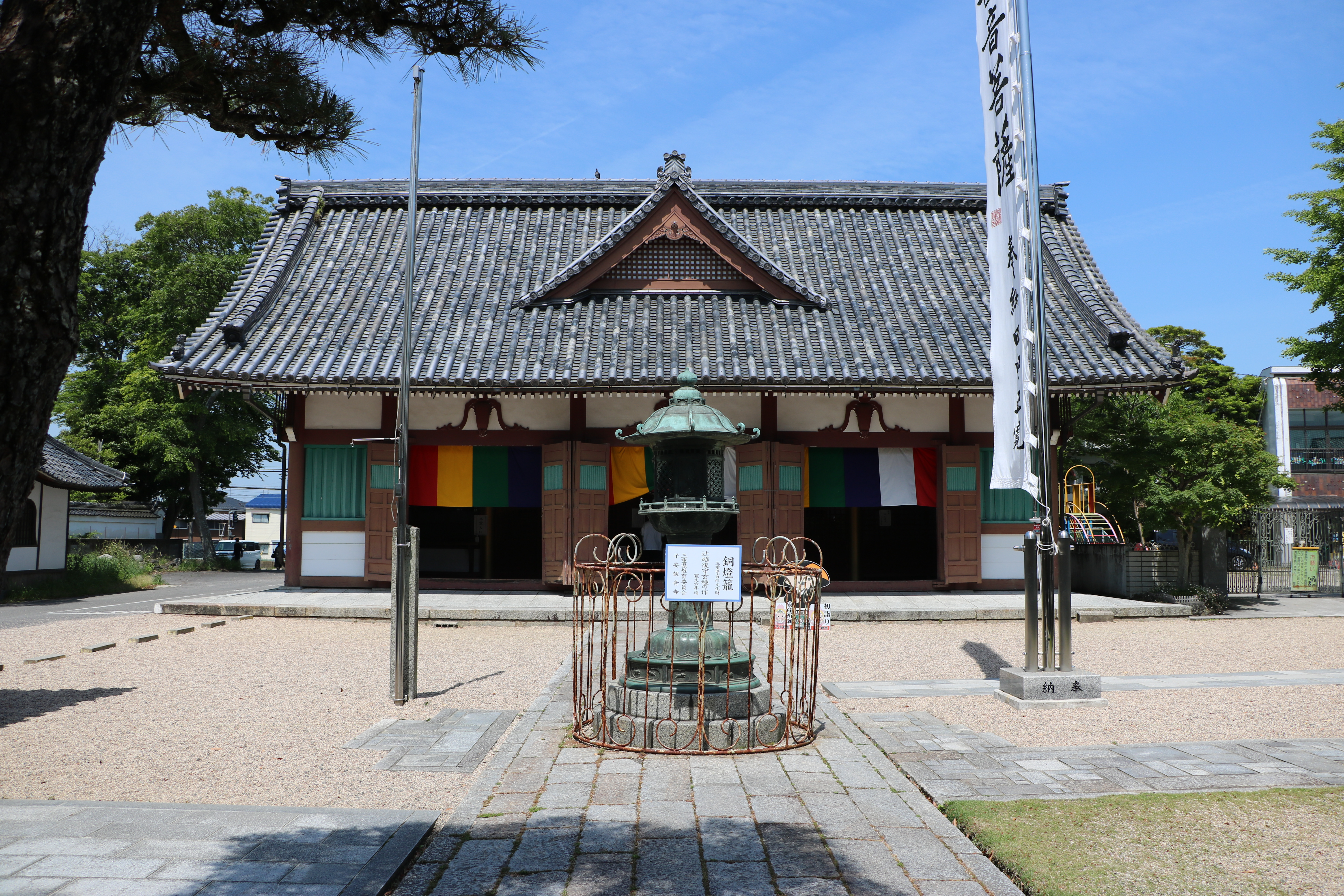
本堂

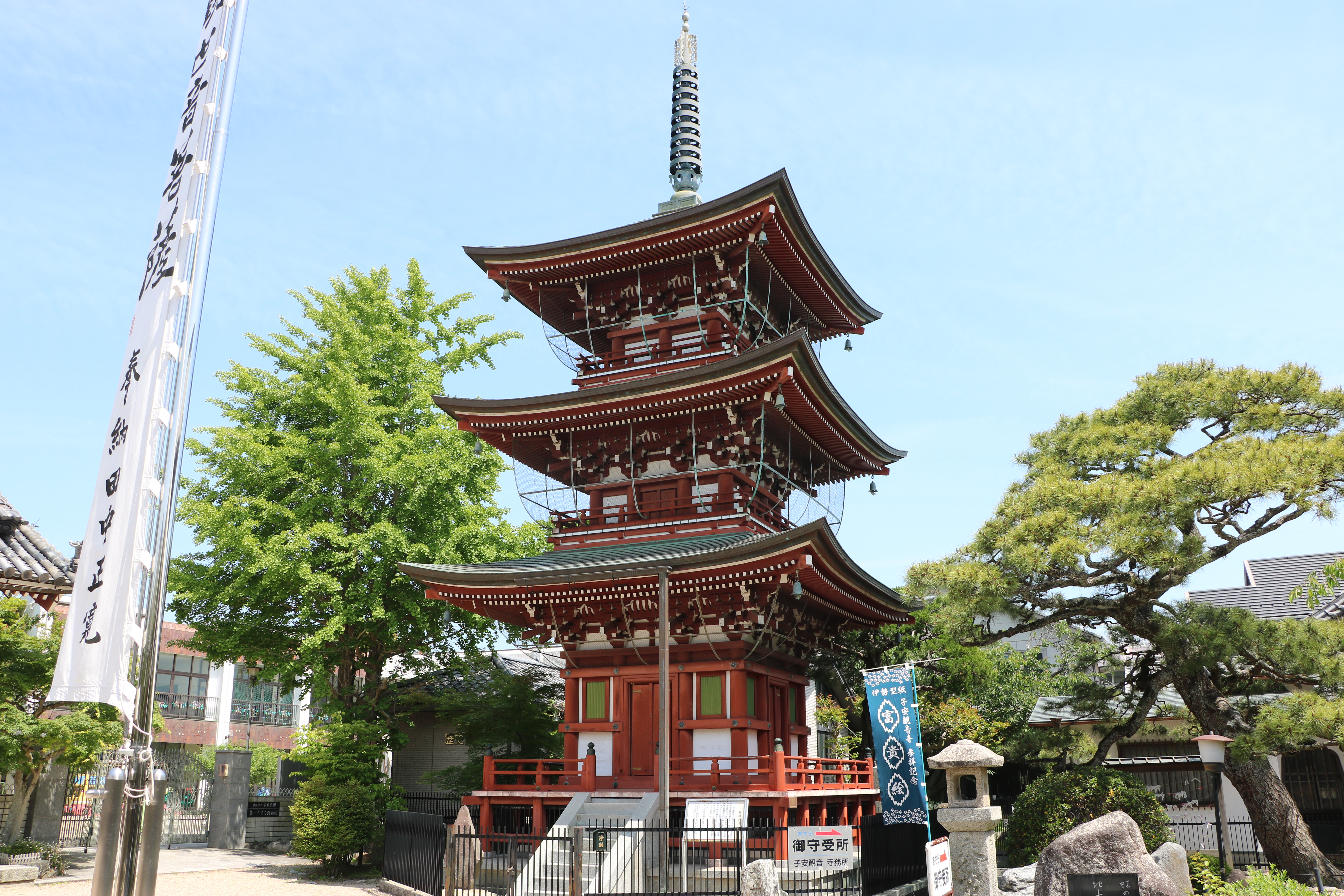
智慧の塔

天平宝字年中（757年 - 765年）、落雷で焼失した伽藍跡に、芽生えたといわれる不断櫻が、年中葉や花を咲かせている。国指定の天然記念物に指定されている。
山門（仁王門）は元禄16年（1703年）建立で、昭和57年（1982年）に修理を行い、門の左右には、鎌倉様式の金剛力士像2体が安置されている。境内中央には、寛文6年（1666年）に作られた、銅燈篭が置かれており、共に三重県指定の文化財に指定されている。
平成10年（1998年）に三重塔が建てられ、金剛界大日如来、文殊菩薩、普賢菩薩を祀っている。

## 文化財

### 天然記念物（国指定）
白子不断ザクラ：大正12年（1923年）3月7日指定
1年中花が咲いている不思議な桜として、江戸時代から有名で、伊勢参宮名所図会にも紹介されている。真夏以外花を見ることができるが、満開状態ではなく、梢のあちこちに花が見られるものであり、葉の一部は真冬でも枝に残っている。花は白色、一重の五弁で、花の中央部が赤味を帯びている。

### 三重県指定有形文化財
観音寺仁王門（建造物）：昭和47年（1972年）4月1日指定
三間一戸の楼門、入母屋造り、本瓦葺。柱総円柱。上層は三手先で尾柱を用い、腰組もまた三手先とし、上層中央は桟唐戸を開き、下層正面は金剛柵を設けて、金剛力士像を両脇に配する。「仁王門諸事入用目録」によると、元禄16年（1703年）に建立されたことが記されており、元禄期楼門形式の堂々たる構えである。
銅燈篭（工芸品）：昭和47年（1972年）4月1日指定
総高250cm、基礎幅110cm。笠、火舎、中台、竿、反り花基礎5辺を、個別に鋳造し組み合わせたもので、上部宝珠周辺の火焔を除いて、完全に残っている。竿に「冶工津之住前但馬守次男　辻三上衛門尉藤原玄種」「寛文六（1666）年丙午暦十二月吉祥日」と陰刻されている。作者の玄種は、津市釜屋町の鋳工として、江戸時代に名声を博した辻越後、但馬のうち、但馬家の祖辻但馬守吉種の次男である。。

## 所在地
- 三重県鈴鹿市寺家3丁目-2-12

## 年中行事
- 1月1 - 3日 - 修正会
- 2月節分の日 - 節分会
- 3月初旬 - 初午大法会
- 4月17日 - 不断桜供養会
- 8月10日 - 十日観音会式（午前0時開扉）
- 8月17日 - 盆観音会式

## 近隣施設
- 鼓ヶ浦海水浴場
- 鈴鹿サーキット
- 福楽寺 (鈴鹿市)：三重四国八十八箇所・17番札所

## アクセス
- 近鉄名古屋線 鼓ヶ浦駅より南へ約0.5km。
- 国道23号：寺家口より東へ約0.6km。